# Гоголь-Яновський Василь Панасович
Васи́ль Пана́сович (Афана́сійович) Го́голь-Яно́вський (нар. 1777, Купчин — 31 березня 1825, Кибинці) — український письменник, батько письменника Миколи Гоголя. Поміщик, власник села Василівка (сучасне Гоголеве) Миргородського повіту на Полтавщині.
Гоголь-старший любив мистецтво, писав п'єси, які з успіхом ставили у театрі відомого мецената Дмитра Трощинського. До наших днів повністю дійшла п'єса «Простакъ, или хитрость женщины, перехитренная солдатомъ», а також уривки п'єси «Собака-вівця».

## Життєпис
Василь Гоголь-Яновський народився у 1777 році на хуторі Купчин, що біля Миргорода. Василь був очікуваною дитиною, оскільки в подружжя довго не було спадкоємців. З листів відомо, що він був хворобливий. Декілька років навчався у Полтавській духовній семінарії. Вже у 10-річному віці Василь рахувався значковим товаришем Війська Запорозького, а наприкінці 1787 року — вже корнетом. Невдовзі Василь Гоголь-Яновський намагався вступити до Московського університету, але спроба була невдалою. Також, за станом здоров'я, у 1797 році він не був зарахований до імператорської гвардії.
У 1799 році Василь Гоголь-Яновський вже перебував на громадянській службі в Малоросійському поштамті у чині титулярного радника. У 1805 році батько Миколи Гоголя пішов у відставку у чині колезького асесора. Після виходу у відставку жити залишився у селі. Пізніше був секретарем і довіреною особою у Дмитра Трощинського, який у той час (по 1814 рік) був губернським Полтавським маршалом. Протягом 1806—1814 років він навіть періодично жив у маєтку Трощинського в Кибинцях. Крім допомоги в управлінні великим маєтком та театром Трощинського, Василь Панасович також відповідав за проведення ярмарку в сусідніх Сорочинцях.
З часом Василь Опанасович став відомим на Полтавщині автором багатьох комедій, водевілів та віршів українською та російською мовами. Та письменницьку діяльність часто переривали матеріальні проблеми, хворобливість дітей. З 1812 року Василь Панасович разом із Василем Каністом були режисерами і постановниками заснованого Дмитром Трощинським у Кибинцях театру.
Сім'я Василя Гоголя була глибоко релігійною у своїх (часами релігійність доходила до містицизму) переконаннях. Василь уважав, що саме Божественна сила допомогла йому зустріти дружину — Марію Іванівну (коли вони одружились, їй було 14 років; у 19 — вона була матір'ю вже трьох дітей). Із 12 народжених дітей у подружжя дожили до зрілого віку лише четверо.
Під час загострення хвороб Василь Гоголь-Яновський їздив на лікування до Сорочинців, Миргорода, Лубен. Під час однієї з таких поїздок він і помер у Кибинцях 31 березня 1825 року.

## Твори
- Собака — Вивця // Записки о жизни Н. В. Гоголя. Т. 1. — 1856. — С. 15—16.
- Простак, или хитрость женщины, перехитренная солдатомъ. Основа. Южно-Русскій литературно-ученый вѢстникъ. №2. Лютый (Февраль). — СПб. : Типографія И.Л. Кулиша, 1862. — С. 19—43.(рос. дореф.)
- Простак, или Хитрость женщины [Архівовано 14 лютого 2017 у Wayback Machine.] // Руска читанка для высшои гимназіи. — у ЛьвовѢ, 1871. — С. 440—444.

## Родина
Дружина: Косяровська Марія Іванівна.
Діти:
- Микола (1809-1852)

- Іван (1810-1819)

- Марія (1811-1844)

- Анна (1821-1893)

- Єлизавета (1823-1864)

- Ольга (1825-1907)